# Ратхаус Нойкёльн (станция метро)
«Ратхаус Нойкёльн» (нем. Rathaus Neukölln) — станция Берлинского метрополитена. Расположена на линии U7 между станциями «Херманплац» (нем. Hermannplatz) и «Карл-Маркс-Штрассе» (нем. Karl-Marx-Straße). Станция находится в районе Берлинa Нойкёльн.

## История
Станция открыта 11 апреля 1926 года в составе участка «Зюдштерн» — «Карл-Маркс-Штрассе». В 1967 году длина платформы станции была увеличена на 30 метров. В конце 1990-х годов в ходе реставрации асфальт на полу был заменён на плитку, обновлён кафель на путевых стенах и колоннах.

## Архитектура и оформление
Двухпролётная колонная станция мелкого заложения, архитектор — Альфред Гренандер. Длина платформы — 110 метров. Путевые стены облицованы крупной жёлтой кафельной плиткой, колонны — темно-зелёной плиткой. По аналогичному проекту ранее была построена станция «Зюдштерн».